# Haus zum Mohren (Aachen)

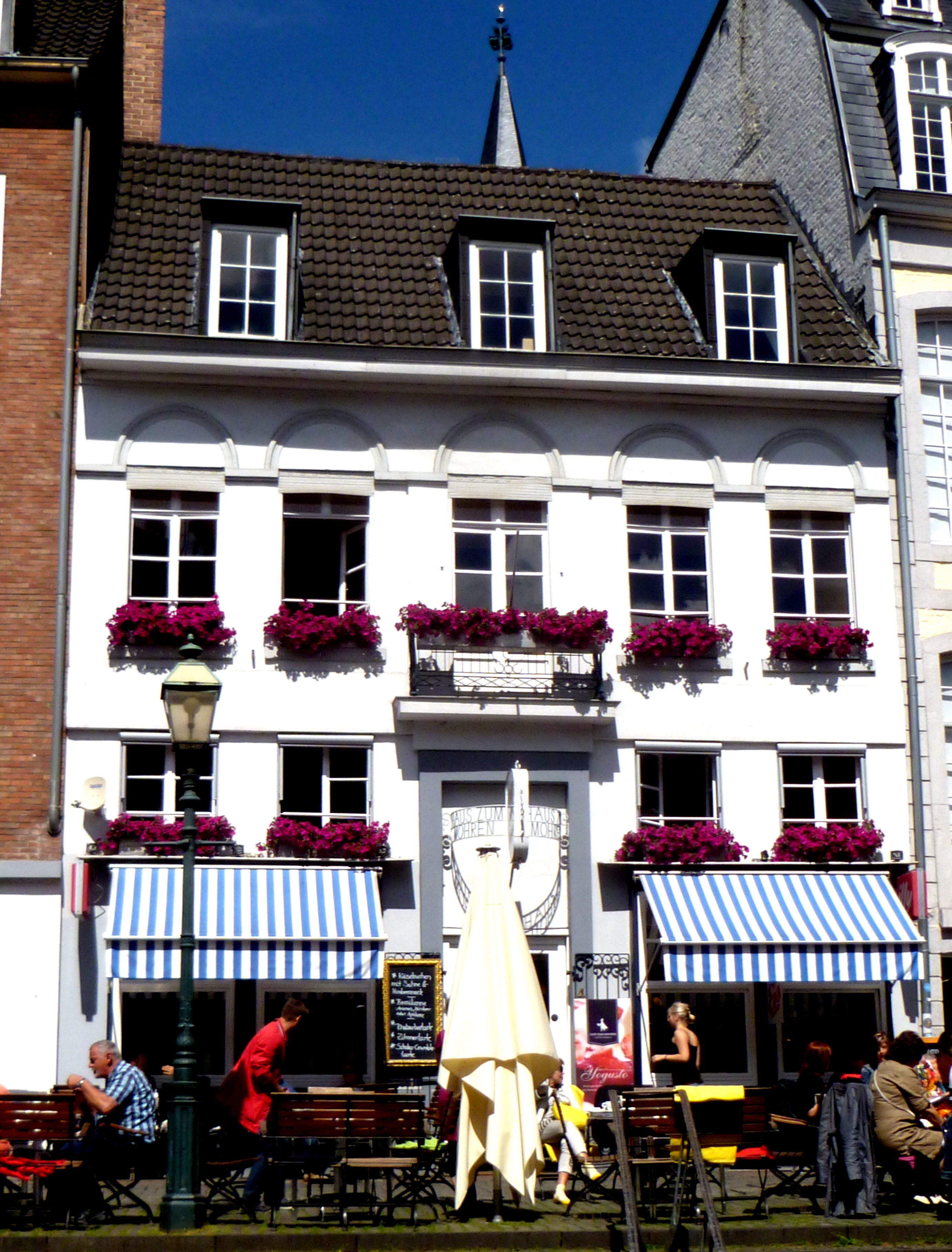
„Haus zum Mohren“ (2013)
Foto von ArthurMcGill

Das Haus zum Mohren ist ein denkmalgeschütztes Gebäude in Aachen.
Das Haus mit der Adresse „Hof 4“ wurde nach 1656 erbaut, nachdem das mittelalterliche Aachen durch einen Stadtbrand stark geschädigt worden war. Das Gebäude ist dreigeschossig in fünf Achsen. Es hat eine klassizistische Putzfassade.
Zu Beginn des 18. Jahrhunderts war im Gebäude ein Stoffhändler ansässig. Das erste Obergeschoss nutzte er als Warenlager, zweites Ober- sowie Dachgeschoss für Wohn- und Schlafräume.
Aus dieser Zeit stammt auch der Name „Haus zum Mohren“, der möglicherweise an einen der Heiligen Drei Könige erinnern soll. Es ist jedoch wahrscheinlicher, dass es sich hierbei um den „Kaufmann Mohren“ handelt, der laut Christian Quix um 1700 dort in unmittelbarer Nähe lebte und dessen Grundstück mit der benachbarten Aldegundiskapelle eine gemeinsame Mauer hatte und der zudem zeitlich und räumlich identisch mit dem zuvor genannten Stoffhändler sein kann.
Obwohl – wie beim Beispiel des Kaufmanns Mohren – der Familienname „Mohren“, auch in verschiedenen Schreibweisen, in den Aachener Adressbucheinträgen und historischen Aufzeichnungen mehrfach belegt ist, führt dennoch die Namensgebung des Hauses immer wieder zu Beschwerden, weil das Wort Mohr rassistisch gedeutet werden könnte und auf die Kolonial- und Sklavenzeit verweise. Nach langjährigen Diskussionen haben schließlich die Pächter den Namen ihres dort ansässigen Cafés umbenannt.